# LF-fördelning
En LF-fördelning (engelska linear fractional distributions) är en fördelning vars sannolikhetsgenererande funktion kan skrivas som kvoten mellan två linjära funktioner. En rationell funktion med linjära funktioner i täljare och nämnare ges av
{\displaystyle g(x)={\frac {a+bx}{c+dx}}}
där {\displaystyle a,b,c} och {\displaystyle d} är godtyckliga konstanter. En slumpvariabel {\displaystyle X} sägs vara LF-fördelad med parametrarna {\displaystyle p_{0},p\in [0,1]} om dess sannolikhetsgenererande funktion kan skrivas som
{\displaystyle f(s)=E[s^{X}]=p_{0}+(1-p_{0}){\frac {ps}{1-(1-p)s}}.}
Notera att fördelningen kan skrivas på formen av ett linjärt bråk då 
{\displaystyle f(s)={\frac {p_{0}+(p-p_{0})s}{1+(p-1)s}}.}
Det behövs dock endast två fria parametrar {\displaystyle p} och {\displaystyle p_{0}} eftersom {\displaystyle f} är en genererande funktion med egenskaperna {\displaystyle f(0)=p_{0}} och {\displaystyle f(1)=1}. Tolkningen av LF-fördelningen är att det ger det totala antalet barn, där sannolikheten för det första barnet är {\displaystyle 1-p_{0}} och sannolikheten att få barn efter det första barnet är {\displaystyle 1-p} för varje barn.  LF-fördelningar är användbara för att få den genererande funktionen på en enklare form, särskilt efter upprepad applikation av funktionen.

## Koppling till geometrisk fördelning
En slumpvariabel {\displaystyle X}, fördelad efter den diskreta fördelningen
{\displaystyle P(X=k)=p_{k}={\begin{cases}p_{0},&{\text{om }}k=0\\p(1-p_{0})(1-p)^{k-1},&{\text{om }}k\geq 1\end{cases}}}
har ekvation {\displaystyle f} som sannolikhetsgenererande funktion för {\displaystyle |s(1-p)|<1}. Då kan vi se att LF-fördelningen är nära besläktad med den geometriska fördelningen. Om {\displaystyle p_{0}=p} så får vi att
{\displaystyle f(s)={\frac {p}{1-(1-p)s}},}
vilket är den sannolikhetsgenererande funktionen för den geometriska fördelningen. Så om {\displaystyle X{\overset {D}{\sim }}{\text{Geom}}(p)} så är {\displaystyle f(s)|_{p_{0}=p}=G_{X}(s)}. Dessutom, om {\displaystyle p_{0}=0} får vi
{\displaystyle f(s)_{p_{0}=0}={\frac {ps}{1-(1-p)s}}=G_{X+1}(s)}
vilket är den sannolikhetsgenererande funktionen för den skiftade geometriska fördelningen (benämnd för-första-gången-fördelning i artikeln om geometrisk fördelning).  Vidare är {\displaystyle P(X>0)=1-p_{0}} och {\displaystyle X} givet {\displaystyle X>0} är fördelad enligt den skiftade geometriska fördelningen .

## Användning i Galton-Watson-processen
LF-fördelningen kan användas som reproduktionsfördelning i Galton-Watson-processen. Vi har från egenskaper av sannolikhetsgenererande funktioner att väntevärdet ges av 
{\displaystyle \mu =E[Z_{1}]=f'(1)={\frac {(1-p_{0})p}{(1-(1-p)s)^{2}}}{\bigg |}_{s=1}={\frac {1-p_{0}}{p}}}.
De tre fallen {\displaystyle \mu <1}, {\displaystyle \mu =1} och {\displaystyle \mu >1} benämns de subkritiska, kritiska respektive superkritiska fallen för processen. I LF-fallet har vi då att {\displaystyle 1-p_{0}<p} i det subkritiska fallet, {\displaystyle 1-p_{0}=p} i det kritiska fallet och {\displaystyle 1-p_{0}>p} i det superkritiska fallet.

## Upprepad applicering
Om vi betraktar en kvot av två linjära funktioner är det tydligt att den har samma form även vid upprepad sammansättning {\displaystyle g(g(\dots g(x)\dots )} eftersom
{\displaystyle {\frac {a+b{\frac {a+bx}{c+dx}}}{c+d{\frac {a+bx}{c+dx}}}}={\frac {ac+adx+ab+b^{2}x}{c^{2}+cdx+ad+bdx}}={\frac {ac+ab+(ab+b^{2})x}{c^{2}+ad+(cd+bd)x}}={\frac {a'+b'x}{c'+d'x}}.}
Då LF-fördelningen kan skrivas som en kvot av två linjära funktioner gäller det att sammansättningen också är en LF-fördelning.

LF-fördelningen upprepad {\displaystyle n} gånger kan alltså skrivas som
{\displaystyle f_{n}(s)=f(f(\ldots f(s)\ldots ))=p_{0}^{(n)}+(1-p_{0}^{(n)}){\frac {p^{(n)}s}{1-(1-p^{(n)})s}}.}
Från egenskaper av sannolikhetsgenererande funktioner och koppling till Galton-Watson-processen kan vi få ett uttryck av {\displaystyle f_{n}} i bara {\displaystyle p_{0},p}. Parametrarna {\displaystyle p^{(n)},p_{0}^{(n)}} i {\displaystyle f_{n}} kan uttryckas som
  {\displaystyle \left\{{\begin{aligned}&p^{(n)}={\frac {1-{\frac {p_{0}}{1-p}}}{\left({\frac {1-p_{0}}{p}}\right)^{n}-{\frac {p_{0}}{1-p}}}},\\&p_{0}^{(n)}={\frac {1-\left({\frac {p}{1-p_{0}}}\right)^{n}}{{\frac {1-p}{p_{0}}}-\left({\frac {p}{1-p_{0}}}\right)^{n}}},\end{aligned}}\right.}
där {\displaystyle p} och {\displaystyle p_{0}} är parametrarna i LF-fördelningen {\displaystyle f}. I det kritiska fallet, då {\displaystyle p=1-p_{0}} gäller specifikt
{\displaystyle \left\{{\begin{aligned}p^{(n)}&={\frac {p}{p+(1-p)n}},\\p_{0}^{(n)}&={\frac {(1-p)n}{p+(1-p)n}}.\end{aligned}}\right.}
Dessa uttryck är användbara för analys av Galton-Watson-processen.